# دونكان كيسي
دونكان كيسي (بالإنجليزية: Duncan Casey) هو لاعب اتحاد الرغبي أيرلندي، ولد في 14 نوفمبر 1990 في كورك في جمهورية أيرلندا.

## وصلات خارجية
- دونكان كيسي عل موقع إسبنسكروم (الإنجليزية)
- دونكان كيسي على موقع ItsRugby.co.uk (الإنجليزية)